# Seibane Wague
Seibane Wague (auch Cheibani Wague, * 20. Dezember 1969 in Kaédi, Mauretanien; † 15. Juli 2003 in Wien, Österreich) war ein mauretanischer Student, der 2003 infolge einer Polizeiaktion in Wien ums Leben kam. Der Fall gilt neben dem Tod Marcus Omofumas im Jahr 1999 als einer der bekanntesten Fälle rassistischer Polizeigewalt in Österreich.

## Leben und Ausbildung
Seibane Wague ging in Nouakchott zur Schule. Von 1989 bis 1996 studierte er mit einem Stipendium an der Patrice-Lumumba-Universität in Moskau und erwarb einen Bachelor of Science in Physik. Ab 1998 absolvierte er mit einem Stipendium des Afro-Asiatischen Instituts ein Diplomstudium in Technische Physik an der Technischen Universität Wien. Während des Sommers 2003 war er im Wiener Stadtpark im sogenannten „Afrika-Kulturdorf“ als Nachtwächter und Leiter eines Kinderworkshops beschäftigt. Er war mit einer Österreicherin verheiratet.

## Geschehnisse am 15. Juli 2003
Einer der Leiter des Afrika-Kulturdorfes, Erfried Malle, rief in der Nacht vom 14. auf den 15. Juli 2003 zunächst die Rettung und dann die Polizei an, weil er psychiatrische Hilfe für Wague nach mehrfachen Streitigkeiten mit diesem als notwendig erachtete. Malle gab an, Wague wäre schreiend mit erhobenen Händen auf ihn zugekommen, worauf dieser den Bürocontainer zusperrte und den Park mit dem Auto, in dem bereits seine Lebensgefährtin wartete, verlassen wollte. Daraufhin hätte sich Wague schreiend auf die Motorhaube des Autos geworfen, auf das Autodach und die Scheiben eingeschlagen und einen Einkaufswagen gegen das Heck des Wagens gestoßen. Er hätte damit versucht, Malle davon abzuhalten, das Afrika-Kulturdorf zu verlassen. Malle rief deshalb über sein Mobiltelefon die Polizei und fuhr langsam aus dem Stadtpark zur dort angrenzenden Straße (Am Heumarkt). Wague versuchte mitzulaufen und hielt sich dabei an der Türöffnerklappe fest. Diese brach in der Folge ab und Wague stürzte zu Boden, wobei er sich verletzte.
Kurz darauf trafen die Rettungs- und Polizeikräfte an der Örtlichkeit ein. Wague war inzwischen aufgestanden und bekam nur schwer Luft. Die Polizisten, welche sich sofort zu Wague begaben, mussten sich ihm entgegenstellen, da dieser weiter versuchte, zu Malle zu gelangen. Als dies nicht gelang, zog er sich seine Oberbekleidung aus und begann herumzutanzen, wobei er unverständliche Laute von sich gab. Einem Mitarbeiter des Afrika-Kulturdorfes gelang es, Wague zu beruhigen, was jedoch nicht lange andauerte. In weiterer Folge kam man unter den Einsatzkräften überein, dass eine Einlieferung von Wague in das Psychiatrische Krankenhaus Baumgartner Höhe notwendig sei, da für alle Beteiligten kein ernstlicher Zweifel darüber bestand, dass bei Wague eine schwere psychische Störung vorlag.
Wague konnte zunächst, da er sich wieder beruhigt hatte, dazu bewegt werden, zum Krankenwagen mitzugehen. Kurz bevor er sich auf die dafür bereits herausgebrachte Transportliege legen sollte, flüchtete Wague wieder auf die Fahrbahn der angrenzenden Straße. Der anwesende Notarzt hielt nun die Fesselung Wagues zur eigenen Sicherheit und zur Sicherheit der mitfahrenden Sanitäter während der Fahrt für notwendig. Wague hatte sich abermals beruhigt und setzte sich auf die Transportliege. Als man ihm die Handfesseln am Rücken anlegen wollte, begann er sich erneut zu wehren. Er wurde mit einem Gurt über den Unterschenkeln an der Trage fixiert und in Bauchlage von hinten in den Rettungswagen geschoben. Die seitliche Schiebetür, vor der ein Polizist stand, war ebenfalls geöffnet.
Wague gelang es, sich auf der Transportliege umzudrehen und die Gurte abzustreifen. Er sprang aus der seitlichen Schiebetür und stieß den dort stehenden Polizisten mit dem Kopf zur Seite. Er versuchte zu dem vor dem Rettungswagen stehenden Notarztwagen zu gelangen, konnte aber von den Polizisten aufgehalten werden. Danach wurde Wague zwischen Fahrzeugen zu Boden gebracht.
Sechs Polizisten fixierten in weiterer Folge Seibane Wague in Bauchlage mit auf den Rücken gefesselten Händen und gefesselten Füßen mindestens fünf Minuten lang am Boden, er erhielt zusätzlich ein starkes Neuroleptikum (Haldol) mittels Spritze verabreicht. Drei Sanitäter beteiligten sich ebenfalls an der Fixierung Seibane Wagues. Die Fixierung erfolgte teilweise unter Einsatz des gesamten Körpergewichtes und unter Verabreichung von Faustschlägen auf Seibane Wagues Körper und Kopf. Der Notarzt griff nicht ein.
Seibane Wague überlebte diese Prozedur nicht. Die Amtshandlung wurde, ab dem Zeitpunkt der Fixierung zwischen den Fahrzeugen, von einem Zeugen auf Video dokumentiert. Durch das öffentliche Bekanntwerden des Videos wurde Wagues Tod medial zum Thema gemacht. In einer ersten Reaktion bezeichneten Innenminister Ernst Strasser und Polizeipräsident Stiedl die Amtshandlung als „ausbildungsgemäß und angemessen“.

## Nachwirkungen

### Parlamentarische Anfrage an Innenminister im Oktober 2003
- Konsequenzen infolge der Ermittlungen des Büros für Interne Angelegenheiten (BIA) im Innenministerium: Der Notarzt wurde vom Innenministerium angezeigt. Gegen die beteiligten Exekutivbeamten wurden keine disziplinarrechtlichen Schritte eingeleitet.
- Es existieren genaue Vorschriften für die österreichische Exekutive bezüglich Fixierung einer in Bauchlage befindlichen Person mit den Füßen bzw. Beinen.
- Es wurde die Einberufung einer Arbeitsgruppe veranlasst, zwecks Prüfung der Vorschriftenlage „Amtshandlungen gegen renitente Personen“.
- Der Menschenrechtsbeirat wurde ersucht eine Bewertung dieser Vorschriften vorzunehmen.
- Dem Menschenrechtsbeirat wurde durch das BIA die Akteneinsicht verweigert. Begründung: Vorliegen einer gerichtlichen Anordnung, dass alle diesbezüglichen Akten als Verschlusssache gegenüber jedermann zu führen sind.

### Verwaltungsgerichtshof und Unabhängiger Verwaltungssenat
Im Dezember 2004 verhandelte der Wiener Unabhängige Verwaltungssenat die Frage, ob die Polizisten während des Vorfalls rechtswidrig gehandelt hätten. Die Polizisten verweigerten bei ihrer Vernehmung die Aussage, obwohl eine solche Weigerung rechtswidrig war. Am 29. Januar 2005 stellte der Wiener Unabhängige Verwaltungssenat fest, dass die Methoden, die zur Immobilisierung von Cheibani Wague verwendet wurden, zu seinem Tod geführt haben könnten. Auch der Verwaltungsgerichtshof bestätigte im Wesentlichen die Rechtswidrigkeit der Amtshandlung. Wo die versuchte Verbringung Wagues in das Psychiatrische Krankenhaus und die Anlegung der Handfesseln, infolge des Fluchtversuchs Wagues, noch als gerechtfertigt angesehen wurden, so beurteilte der VwGH die Fixierung am Boden und die Anlegung der Fußfesseln als nicht rechtskonform. Es wurde auch ein Verstoß gegen das Folterverbot gemäß der Europäischen Menschenrechtskonvention festgestellt. Die Entscheidung des Verwaltungsgerichtshofs hat allerdings keine direkten Auswirkungen auf das anhängige Strafverfahren.

### Gutachten
Bei diesem Todesfalle wurden mehrere, teilweise widersprüchliche, Sachverständigengutachten erstellt.
In seinem medizinische Gutachten kam Dr. Risser im November 2004 zur Schlussfolgerung, dass Seibane Wague infolge eines angeborenen Herzfehlers durch Kreislaufversagen verstarb. Er beschreibt in seinem Gutachten aber auch Verletzungen im Nackenbereich sowie Hämatome an Armen und Beinen von Seibane Wague. Auch der Konsum von Drogen wurde nachgewiesen.
Zu einem komplett anderen Resultat kam Dr. Hudabiunigg im Oktober 2005. Er hält in seinem medizinischen Gutachten fest, dass Seibane Wague ursächlich nicht an einem Kreislauf- und Herzversagen, sondern infolge der Intensität und Dauer der Fixierungsmaßnahmen unter der Last der Polizisten und Sanitäter erstickt ist (Lagebedingter Erstickungstod). Erst sekundär traten, wie bei jedem anderen Todesfall auch, Kreislauf- und Herzversagen auf. Er kritisierte auch, dass Seibane Wague minutenlang reglos am Boden lag, ohne dass Reanimationsmaßnahmen eingeleitet wurden.
Auch Rudolf Pföhs, Experte für Einsatztechnik bei der österreichischen Polizei, kritisiert in seinem Gutachten die Fixierungsmaßnahmen der Polizisten, sowie mangelnde Vorschriften für derartige Einsätze.

### Strafverfahren gegen Einsatzkräfte
Im Juli 2005 wurde am Wiener Straflandesgericht der Prozess gegen die beteiligten sechs Polizisten, drei Sanitäter und den Notarzt eröffnet.
Diesen Personen wird zur Last gelegt, den Tod Seibane Wagues fahrlässig unter besonders gefährlichen Umständen herbeigeführt zu haben.
Zu Prozessbeginn rechtfertigte sich der Notarzt, er habe sich vor der Polizei gefürchtet („Das ist die Obrigkeit. Die haben das Machtmonopol“) und deshalb nicht eingegriffen. Außerdem habe er die Situation als nicht lebensbedrohlich eingeschätzt.
Die Polizisten wiesen eine Mitschuld an Tode Seibane Wagues zurück und gaben an, sich auf den Notarzt verlassen zu haben, dieser trage die alleinige Verantwortung. Außerdem seien sie für derartige Situationen nicht ausreichend geschult gewesen. Die im Anschluss an den Tod von Marcus Omofuma vom Innenministerium herausgegebenen Erlässe hätten sie nicht gekannt.
Ein Zeuge erklärte, dass Seibane Wague ein Drogenproblem hatte und am 15. Juli im Afrikadorf sehr aggressiv geworden ist.
Nach einer längeren Unterbrechung wegen der Einholung notwendiger Gutachten wurde der Prozess am 28. Oktober 2005 fortgesetzt. 
Bei der Zeugenbefragung wurde offensichtlich, dass die beteiligten Sanitäter und Polizeibeamten für solche Amtshandlungen unzureichend ausgebildet waren. Bekannt wurde auch, dass es zwischen den Polizeiausbildern und Instruktoren vor ihrer Zeugenaussage zu diesem Prozess Besprechungen und Absprachen gab. Ein Erlass des Innenministeriums aus dem Jahr 2000 bezüglich Fixierungsvorschriften erreichte einige zuständigen Schulungsstellen lt. Zeugenaussage erst nach Prozessbeginn im Jahr 2005. Weiteres ist bei den Exekutivorganen offenbar nur ungenau geregelt, wie Erlässe und Weisungen zu behandeln sind. Die Palette der Zeugenaussagen reichte von sofortiger Kundmachung solcher Schriftstücke bis zur bloßen Aktenablage und andere haben noch nie einen Erlass des Innenministeriums zu sehen bekommen. 
Am 9. November 2005 wurden in erster Instanz ein Großteil der Angeklagten freigesprochen. Ein Polizist und der Notarzt wurden wegen fahrlässiger Tötung zu je sieben Monaten bedingter Haft verurteilt. Damit folgte Richter Gerhard Pohnert im Wesentlichen der Argumentationslinie der Verteidigung, die auf das schulungskonforme Verhalten der involvierten Polizisten und Sanitäter und die Zufälligkeit des Todeseintrittes hinwies. Sowohl die Verurteilten als auch die Staatsanwaltschaft legten Berufung ein. Im Jänner 2007 wurde der Beginn der Berufungsverhandlung für den 15. März 2007 festgesetzt. 
Der Berufungssenat am OLG bestätigte am 15. März 2007 im Wesentlichen die Sprüche der 1. Instanz. Das Strafmaß für den schuldig gesprochenen Polizisten wurde allerdings auf 4 Monate herabgesetzt. Begründung: Der Polizist habe sich schulungskonform verhalten und könne nicht für die katastrophale Ausbildungssituation bei der österreichischen Polizei verantwortlich gemacht werden.

### Antirassistischer Protest
Die Schriftstellerin Elfriede Jelinek schrieb wenige Wochen nach dem Tod Wagues einen Artikel rund um die Geschehnisse, beginnend mit einem Appell an „Polizistinnen und Polizisten“, weiter mit einer Kritik an der Berichterstattung der Kronen Zeitung, besonders auch im Hinblick auf das Beweisvideo. Die Plattform „Gerechtigkeit für Seibane Wague“ wurde 2005 gegründet. Im Jahr 2005 produzierte die Gruppe Tres Monos einen Benefizsong gegen Rassismus zum „tragischen und brutalen Tod des Mauretaniers Cheibani Wague während einer Amtshandlung“.

### Medienberichte
- Kommunikation im Dritten, 15. Juli 2003: Tragischer Todesfall (Memento vom 28. September 2007 im Internet Archive)
- Profil, 23. Juli 2005: Gericht: Tödliches Beamtenmikado; Wague wurde ein Opfer der Beamtenmentalität
- Vienna Online, 9. November 2005: Fall Wague: Chronologie der Ereignisse; Tödliche Amtshandlung am 15. Juli 2003 - Sanitäter und Notarzt kurz darauf suspendiert - Polizisten vom Innenminister verteidigt.
- ai-Presse, 9. November 2005: ai zum Tod von Cheibani Wague: Eklatante Mängel bei Polizeiausbildung (Memento vom 8. Februar 2006 im Internet Archive)
- Falter, 25. Juni 2008: Der Unerschrockene Beteiligter Sanitäter wird im ORF zum „Held der Wiener Rettung“